# ムナ・ドゥッツダー
ムナ・ドゥッツダー（Muna Duzdar、1978年8月22日 – ）は、オーストリアの政治家・弁護士。オーストリア＝パレスチナ協会会長。

## 経歴
オーストリアのウィーンに、パレスチナ人移民の子として生まれた。1996年から2004年にウィーン大学で法学を学び修士号を取得、2005年から2006年の間はパリ第1大学に留学し、国際法とアラブ諸国の法律について学んだ。 2007年から法律家としての活動を始め、2012年からは自らの事務所をウィーン市内の8区で開業している。

## 政治活動
2000年から2004年までオーストリア社会民主党青年部国際局に在籍した後、ブリュッセルの欧州議会でヘルベルト・ベッシュの下でインターンを経験した。フランスの社会党でも、パリ第1大学留学中に2006年まで事務職を経験している。
2010年1月28日に連邦議会（上院）議員として、国政への進出を果たした。2012年11月19日からはウィーン市議会でドナウシュタット選挙区からの議員として活動していた。
2016年5月17日、新たに発足したクリスティアン・ケルン政権から、首相府官房及び公務担当補佐官に任命された。政権交代により翌年に退任したが、それ以降は社会民主党所属の国民議会（下院）議員として活動している。

### 私生活
父は国際連合工業開発機関 (UNIDO) の職員で、母は専業主婦。5人の兄弟がいる。イスラム文化を背景として育ち、家庭内ではアラビア語を話してはいたが、敬虔なムスリムではないとしている。